# Tjeknalis (Gällivare socken, Lappland, 747405-165523)
Tjeknalis är en sjö i Gällivare kommun i Lappland och ingår i Luleälvens huvudavrinningsområde. Sjön har en area på 0,536 kvadratkilometer och ligger 502 meter över havet. Tjeknalis ligger i Sjaunja Natura 2000-område. Sjön avvattnas av vattendraget Amasjåkkå.

## Delavrinningsområde
Tjeknalis ingår i det delavrinningsområde (747358-165409) som SMHI kallar för Utloppet av Tjeknalis. Medelhöjden är 554 meter över havet och ytan är 6,33 kvadratkilometer. Räknas de 2 avrinningsområdena uppströms in blir den ackumulerade arean 32,34 kvadratkilometer. Amasjåkkå som avvattnar avrinningsområdet har biflödesordning 3, vilket innebär att vattnet flödar genom totalt 3 vattendrag innan det når havet efter 366 kilometer. Avrinningsområdet består mestadels av skog (65 procent) och kalfjäll (14 procent). Avrinningsområdet har 0,54 kvadratkilometer vattenytor vilket ger det en sjöprocent på 8,5 procent.